# جای بانوشالی
جای بانوشالی (انگلیسی: Jay Bhanushali؛ زادهٔ ۲۵ دسامبر ۱۹۸۴) هنرپیشه است.
از فیلم‌ها یا برنامه‌های تلویزیونی که وی در آن نقش داشته‌است می‌توان به لیلا یک معما و داستان نفرت ۲ اشاره کرد.